# Corinne Masiero
Corinne Masiero (Douai, 3 febbraio 1964) è un'attrice francese.

## Biografia
Ha iniziato a recitare tardi, intorno ai trent'anni, inizialmente in teatro per poi passare al cinema. È principalmente conosciuta per il suo ruolo da protagonista nel film Louise Wimmer (2011), per il quale ha ricevuto una candidatura come miglior attrice ai Premi César 2013 e ai Premi Lumière dello stesso anno. Ha poi recitato in ruoli importanti anche in Un sapore di ruggine e ossa (2012) e 11.6 (2013).
Sul piccolo schermo ha interpretato il ruolo del tenente Violette Retancourt nella serie poliziesca Fred Vargas: Crime Collection, accanto a Jean-Hugues Anglade (il commissario Jean-Baptiste Adamsberg), mentre dal 2015 è la protagonista di un'altra serie poliziesca, Capitaine Marleau.

## Filmografia parziale

### Cinema
- La vita sognata degli angeli (La Vie rêvée des anges), regia di Érick Zonca (1998)
- Il rompiballe (L'Emmerdeur), regia di Francis Veber (2008)
- À l'origine, regia di Xavier Giannoli (2009)
- Persécution, regia di Patrice Chéreau (2009)
- La Planque, regia di Akim Isker (2011)
- Louise Wimmer, regia di Cyril Mennegun (2011)
- Un sapore di ruggine e ossa (De rouille et d'os), regia di Jacques Audiard (2012)
- 11.6, regia di Philippe Godeau (2013)
- Suzanne, regia di Katell Quillévéré (2013)
- La Marche, regia di Nabil Ben Yadir (2013)
- Queens of the Ring (Les Reines du ring), regia di Jean-Marc Rudnicki (2013)
- Lulu femme nue, regia di Sólveig Anspach (2013)
- La corte (L'Hermine), regia di Christian Vincent (2015)
- Le invisibili (Les Invisibles), regia di Louis-Julien Petit (2018)
- Imprevisti digitali (Effacer l'historique), regia di Benoît Delépine e Gustave Kervern (2020)
- Vita da gatto (Mon chat et moi, la grande aventure de Rroû), regia di Guillaume Maidatchevsky (2023)

### Televisione
- Merlin, regia di Stéphane Kappes – miniserie TV, 2 puntate (2012)
- Fred Vargas: Crime Collection (Collection Fred Vargas) – serie TV, 6 episodi (2008-2019)
- Capitaine Marleau – serie TV, 36 episodi (2015-2024)

## Doppiatrici italiane
Nelle versioni in italiano delle opere in cui ha recitato, Corinne Masiero è stata doppiata da:
- Alessandra Korompay in Un sapore di ruggine e ossa
- Monica Pariante in Imprevisti digitali
- Paola Giannetti in La corte
- Roberta Greganti in Capitaine Marleau